# 神の御名の礼拝
『神の御名の礼拝』（かみのみなのれいはい、西: La adoración del nombre de Dios, 英: The Adoration of the Name of God）あるいは『ラ・グロリア』（伊: La Gloria, 英: The Glory）は、スペインのロマン主義の巨匠フランシスコ・デ・ゴヤが1772年に制作した天井画である。フレスコ画。イタリア旅行から帰国したばかりの若いゴヤに発注された最初の大作で、故郷のサラゴサにあるヌエストラ・セニョーラ・デル・ピラール聖堂の聖歌隊席（Coreto de la Virgen）のために制作された。この天井画はゴヤがヌエストラ・セニョーラ・デル・ピラール聖堂のために制作した2つの天井画の1つで、1780年から1781年には丸天井の1つに『殉教者の聖母』（Regina Martirum）を制作した。油彩による準備習作がサラゴサのゴヤ美術館＝イベルカハ・コレクション＝カモン・アスナール美術館に所蔵されている。

## 制作経緯

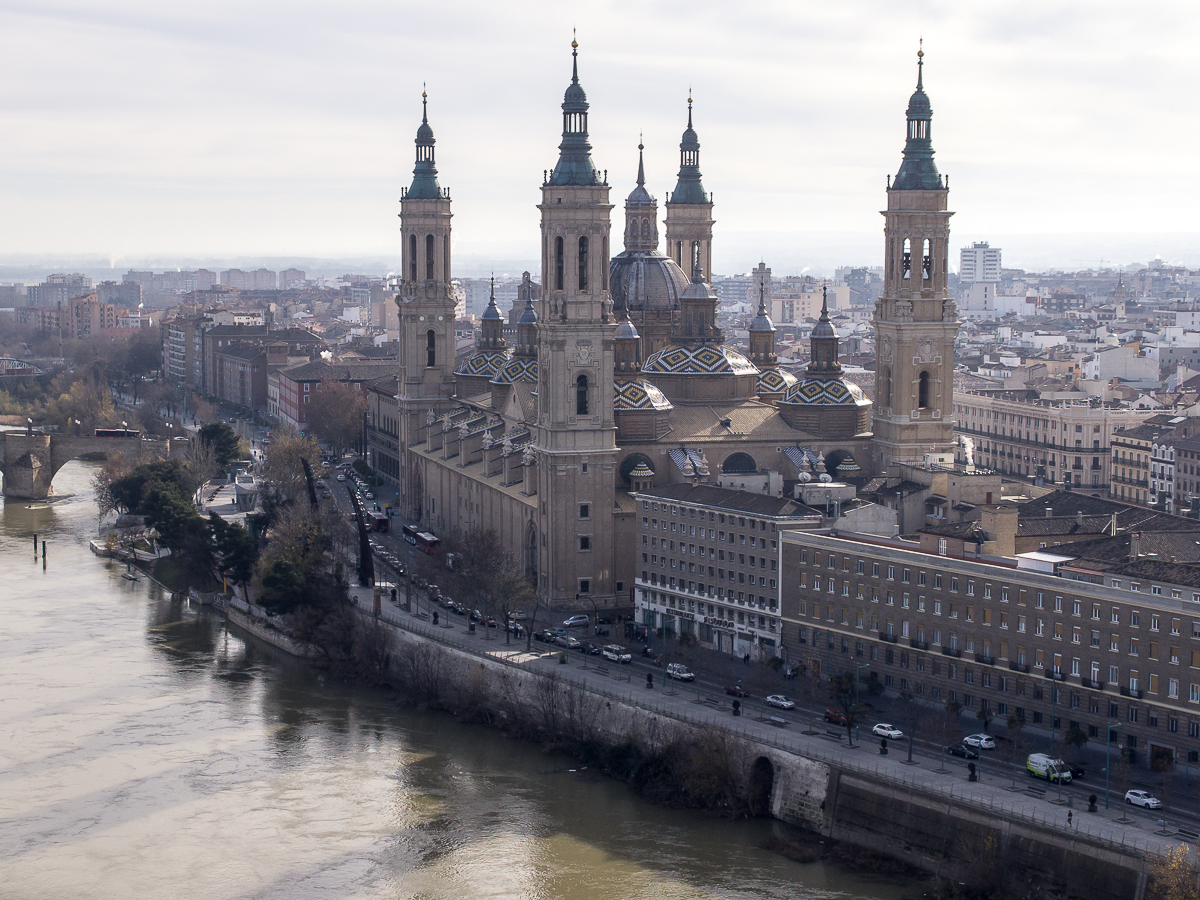
ヌエストラ・セニョーラ・デル・ピラール聖堂（北西側）。2013年撮影。

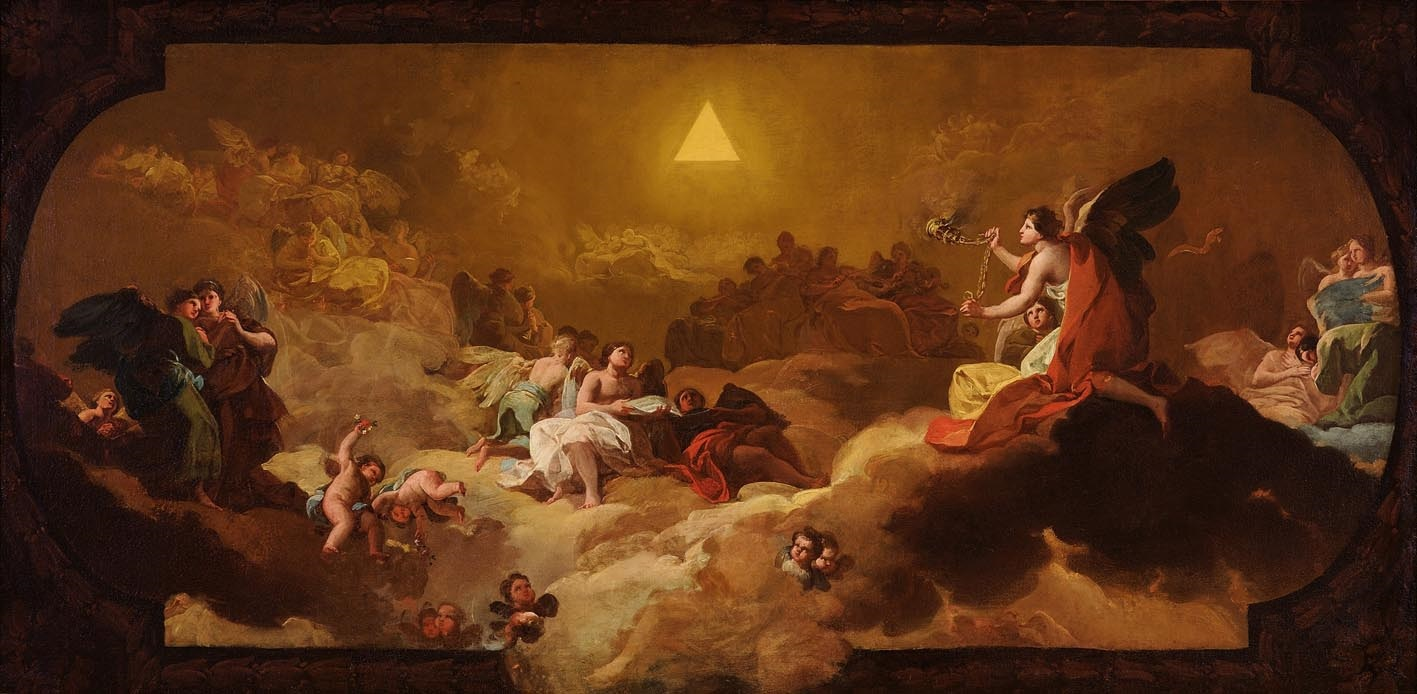
準備習作。ゴヤ美術館＝イベルカハ・コレクション＝カモン・アスナール美術館所蔵。

1771年、サラゴサの首都大司教座聖堂参事会（Cabildo Metropolitano de Zaragoza）は、聖堂内の聖歌隊席の横長のヴォールトに天井画を制作することを考えており、イタリア旅行を終えて帰国したばかりのゴヤに発注することを検討した。この聖歌隊席は1750年から1765年にかけて建築家ベントゥーラ・ロドリゲスによって聖堂内に建設され、1752年にアントニオ・ゴンサレス・ベラスケスによって丸天井にフレスコ画が描かれた、聖礼拝堂（Sant Capilla）の前に位置している。この発注はアントニオ・ゴンサレス・ベラスケスの天井画装飾に続くものであり、1780年代にゴヤや彼の義理の兄弟たちが参加した複数ある丸天井の装飾に優先して行われた。1771年10月21日の会議で参事会の建築委員会はゴヤが準備習作を制作することに同意したが、そこでは王立サン・フェルナンド美術アカデミーの承認に値する品質が求められた。そこでゴヤは「サンプルとして、またこの種の絵画の経験があることの証拠として」フレスコ画を制作し、その技量を披露した。11月11日の会議ではそれがアカデミー会員の承認に値するものであると報告されている。その後、ゴヤには画材など制作に必要な費用を含め総額15,000レアルの報酬が提示された。またゴヤに「栄光」（la Gloria）を表現したいくつかの準備習作を提出し、それを宮廷に送ってアカデミーの承認を得たのちに契約書に署名してもらうことになった。1772年1月27日、ゴヤの提出した準備習作はゴヤの熟練した技術と優れた感性を示すとして即座に承認された。以前の会議では承認を得るためにアカデミーの確認をとることが決議されていたにも関わらず、それなしで制作に入ることが決定された。翌日、ゴヤは契約書に署名して制作を開始し、1月31日に分割された最初の報酬5,000レアルが支払われ、3月30日に2回目の報酬が支払われた。制作はその後約2か月間で終了し、6月1日に聖堂参事会の会員で建築委員会の理事であったマティアス・アルエ（Matías Allué）は制作がほぼ完了していることを委員会に報告した。その後、1772年7月31日に残りの報酬が支払われた。

## 作品

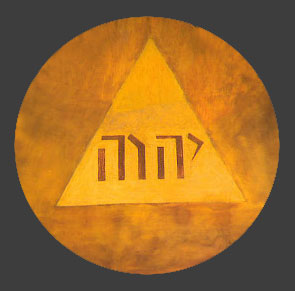
神聖な正三角形の中にヘブライ文字で表された聖四文字。

黄金色の雲の間に唯一神の御名を礼拝する大勢の天使とプットーたちが描かれている。輝く正三角形は三位一体を象徴し、その中に唯一神の御名である聖四文字（יהוה）がヘブライ文字で表されている。キリスト教の教義によると神は1つの本質であり、父なる神と神の子と聖霊の3つの位格があるとされてきた（三位一体）。
ゴヤは三位一体を表す正三角形と神の御名によって唯一神の来臨を表現した。天使たちの前に現れた神は地上で最も貴重な黄金の色彩によって囲まれている。しかし依然として神は謎のままである。神はまるで天使たちに礼拝されるため、絵画にはもはや反映されていない高次元から透明な筒を通って下降してきたかのように見える。構図の中心を占めるのは神聖な正三角形である。これは同時に聖歌隊席の外側から見たときに最適な位置にある。画面左上方には奏楽天使のグループがおり、画面中央の三位一体の下にいる天使のグループの中には、天の聖歌隊を象徴する楽譜を運んでいる天使がいる。画面右では雲の上に横たわる天使の隣に、サリファ（宗教儀式での香炉持ち）の天使がおり、鎖につながれた香炉を振っている。画面左ではたがいに優しく歌い合う2人の天使が立っている。この天使像はサン・アントニオ・デ・ラ・フロリダ礼拝堂に描かれている天使の自然なポーズを予感させる。
構図に登場するどの天使も完璧に描かれているが、最も卓越しているのは最前景に配置されている香炉を持った天使である。聖書の伝統では、香は人間が神の御前に立つために捧げる供物である。それは人と神を結びつけるものであり、その意味でゴヤは神の御名を賛美するという人間の役割を天使に帰している。そしてこの天使はゴヤが画面に登場させた多数の天使の中で、跪いている唯一の人物である。この天使には他にも注目すべき点が2つあり、1つは背中の大きな黒い翼で、この天使に上へと昇る視点を与えている。強調すべきもう1つの要素は香炉につながれた鎖である。ゴヤはほんの数回筆を走らせるだけで透明な鎖を表している。この細部はゴヤが後に大聖堂の丸天井に描くことになる『殉教者の聖母』で使用した技術をすでに習得していることを示している。
『神の御名への礼拝』はロココの要素とローマ後期バロック様式の構図が融合され、古典主義的な様式と非常に慎重な構図、視覚的な環境に完璧にフィットする非常に柔らかい色調を備えている。その形と色調は特にイタリア絵画の知識がゴヤに与えた影響を捉えており、黄色がかった黄土色の空は師ホセ・ルサンやアントニオ・ゴンサレス・ベラスケスの作品と調和している。

## 来歴
スペイン内戦勃発直後の1936年8月3日の早朝、共和国軍機が4つの爆弾を投下した。そのうちの1つがピラール大聖堂聖歌隊席に落ち、2つ目はそこから数メートル離れた聖礼拝堂のすぐ前に、3つ目はピラール広場のファサード前の歩道、4発目の爆弾は大聖堂のそばを流れるエブロ川に落ちた。これらの爆弾はいずれも爆発しなかったが、聖歌隊席に落ちた爆弾は『神の御名の礼拝』の画面右下隅を傷つけた。この傷ついた場所は現在でもはっきり分かる。爆弾のうち2つは大聖堂で展示されている。

## ギャラリー
関連画像

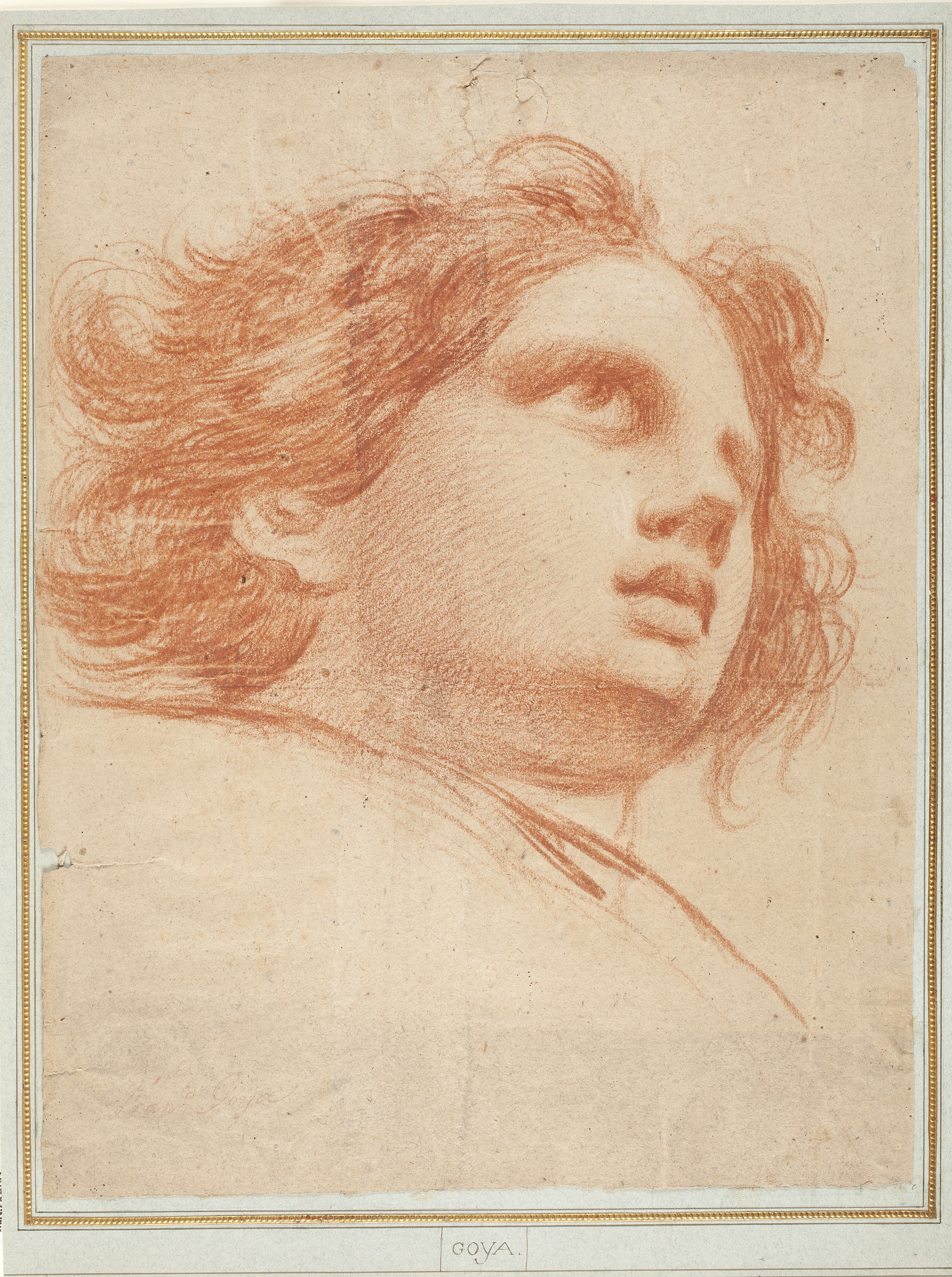
天使の頭部の素描
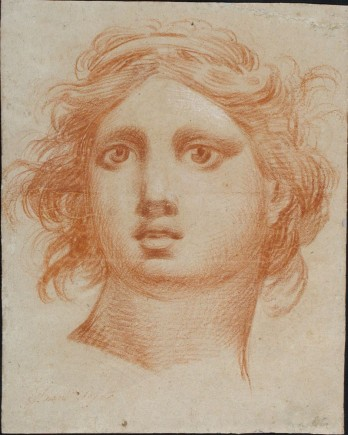
天使の頭部の素描